# Ouya
La Ouya est une microconsole de jeux vidéo. Le projet de sa conception est annoncé pour la première fois le 3 juillet 2012,,,,. Financée à l'aide du financement participatif, elle est disponible à partir du mois de mars 2013. Elle est vendue 99 $ aux États-Unis et environ 129 € en Europe.
Contrairement à la PlayStation 4 de Sony et la Xbox One de Microsoft, les deux consoles proposant des jeux payants, elle ne propose que des jeux free to play, c'est-à-dire dont l'accessibilité est gratuite, même si certaines parties du contenu peuvent être payantes. La fourniture d'une adresse électronique et d'un numéro de carte bancaire sont d'ailleurs obligatoires lors du premier démarrage. 
De plus, elle utilise le système d'exploitation Android, qui est open source, pour permettre aux développeurs d'avoir accès à cette plateforme facilement. Un kit de développement est fourni avec elle, sans frais pour l'acquérir ou pour publier un jeu. Un pad possédant les boutons classiques et les sticks analogiques est également livré avec.
Parmi les personnes responsables de ce projet, on trouve Julie Uhrman, l'ancienne chef de la rubrique d'IGN dédiée à la distribution numérique ainsi que le designer Yves Béhar, Muffi Ghadiali, ayant contribué à la création du Kindle d'Amazon et Ed Fries, responsable du développement de jeux de la première Xbox.
À la suite d'une annonce le 22 mai 2019 de Razer qui détient les droits de la console, la Ouya, dont la production avait été arrêtée dès juillet 2015, soit deux ans après sa sortie, voit sa boutique en ligne de jeux vidéo (principalement indépendants) fermer le 25 juin 2019, clôturant son exploitation.

## Financement
L'équipe du projet Ouya a décidé d'avoir recours aux dons des internautes en menant une campagne de financement participatif sur le site Kickstarter, comme l'a fait la société de jeux vidéo Double Fine Productions. Le projet s'était donné un mois, à partir du 9 juillet 2012, pour atteindre la somme de 950 000 dollars. Au bout de 24 heures, l'ensemble des dons dépassait les 2,5 millions de dollars. À la fin de la campagne, le 9 août 2012, le projet avait réussi à lever la somme de 8 596 474 dollars, ce qui constitue un record parmi les projets liés au jeu vidéo sur Kickstarter.
Finalement les participants à la campagne financière qui ont suffisamment contribué recevront la console à partir du 28 mars 2013, quelques semaines avant sa sortie chez les détaillants en juin 2013.
Le 9 mai 2013, Ouya Inc. annonce avoir levé 15 millions de dollars supplémentaires, injectés par divers investisseurs (Mayfield Fund, Nvidia, Shasta Ventures, Occam Partners, Kleiner Perkins…), mais sa date de sortie se voit décalée de trois semaines au 25 juin 2013,.
Le 15 juin 2015, Razer et Ouya Inc. aboutissent à un accord de rachat du fabricant en difficulté de la Ouya, pour un montant inconnu. Le 27 juillet 2015, Razer déclare avoir effectué le rachat de Ouya.inc et confirme l'arrêt de la production de la console,.

## Composants et caractéristiques
Voici les caractéristiques techniques de la Ouya :
- Processeur Tegra 3 quad-core T33 à 1,6Ghz
- 1 Go de RAM
- 8 Go de mémoire flash interne de stockage
- Connexion HDMI pour la TV, allant jusqu'à 1080p HD
- Wi-Fi 802.11 b/g/n
- Bluetooth LE 4.0
- USB 2.0 (un)
- Micro-USB (un)[20]
- Jusqu'à 4[21] manettes sans fil avec les contrôles standards (deux sticks analogiques, croix directionnelle, huit boutons d'action, un bouton système) ainsi qu'un pavé tactile
- Android 4.1 ou 4.2[22]
- Port Ethernet RJ45[23]
- Dimensions : selon Yves Béhar, responsable du design, la console aurait la taille d'un Rubik's Cube (soit environ 6 x 6 x 6 cm)[24]

## Développement

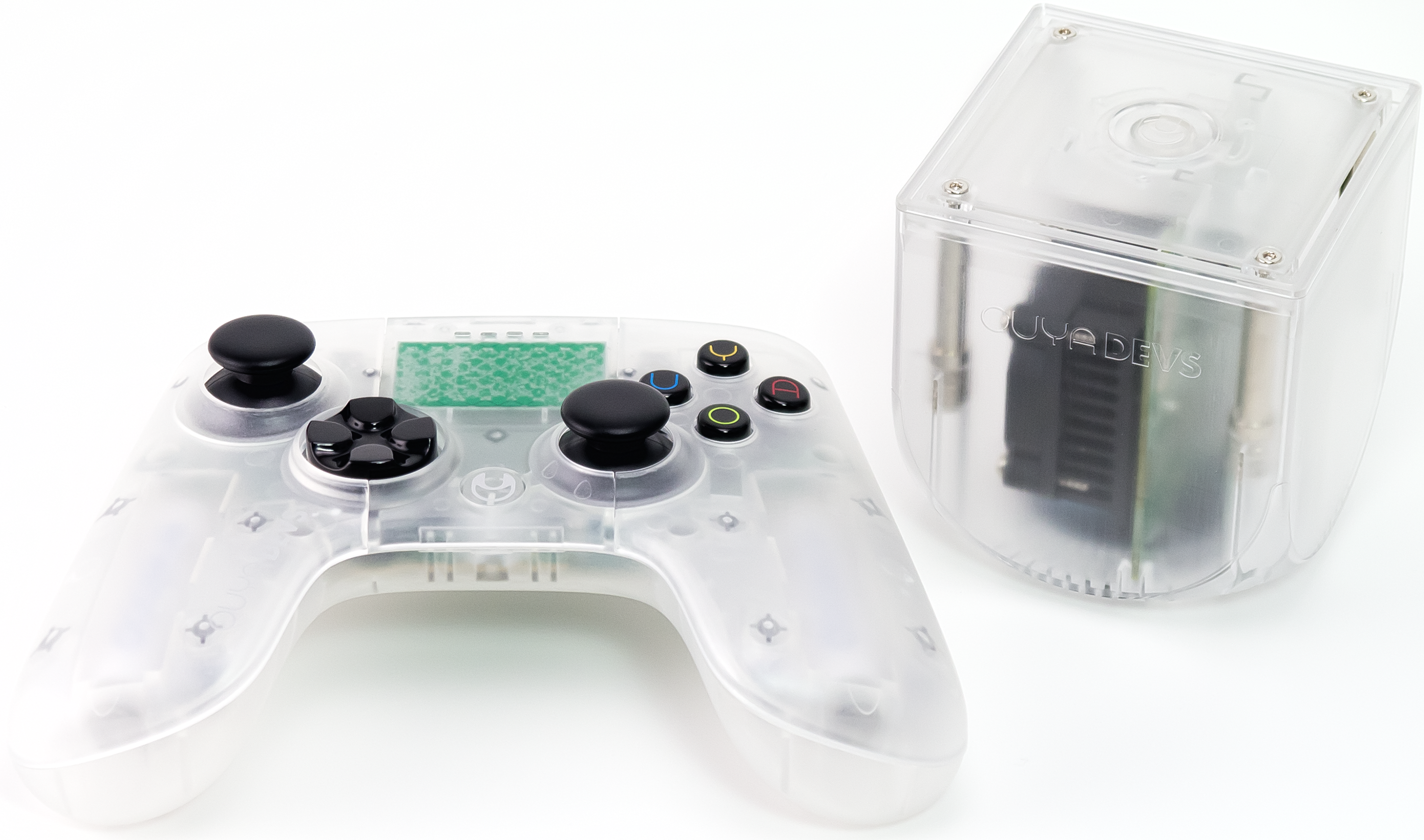
OUYA Developer Console.

Le 28 décembre 2012, le kit de développement logiciel (ODK) est officiellement rendu public et les 1 200 premières consoles de développement sont envoyées aux développeurs.

## Jeux
Le 19 juillet 2012, Robert Bowling annonce que son studio développera une préquelle de Human Element, un jeu prévu pour 2015. Le 31 juillet 2012, Julie Uhrman annonce que Final Fantasy III de Square Enix sera porté sur Ouya et fera partie des titres disponibles à la sortie de la console. Le 8 août 2012, Namco Bandai annonce être en discussion avec Ouya pour porter des jeux de son catalogue. Ainsi, le créateur de franchise telles que Pac-Man, Galaga, Tekken ou encore Ridge Racer développera pour la nouvelle console. Depuis le 24 mai 2013, il est possible de consulter le Ouya Store depuis le web. Le 5 juin 2013, Microsoft Studios annonce vouloir porter 3 jeux Forza sur Ouya .
À sa sortie officielle, le 25 juin 2013, Ouya Inc. disposait déjà de plus de 150 jeux compatibles sur sa boutique en ligne y compris 10 jeux totalement exclusifs à la plateforme. Plusieurs émulateurs ont été portés et mis en ligne sur la boutique, ce que les joueurs nostalgiques n'ont pas manqué de remarquer.
Bien que ce ne soit pas officiel, il est également de notoriété dans la communauté de joueurs qu'il est possible d'installer indirectement des jeux issus d'autres boutiques ou indépendants de toutes boutiques via les paquets d'installations APK, communément utilisés pour le système Android.
Le 18 juillet 2013, Ouya Inc. annonce son intention de contribuer financièrement aux projets de jeux exclusifs à la Ouya sur la plateforme Kickstarter en cas de réussite de leur campagne d'un seuil minimum de 50 000 $. Des dérives liées à la création de faux comptes Kickstarter pour atteindre ce palier et décrocher le financement conduisent la société à refuser de financer les projets.

## Services
Dès sa sortie, la console sera officiellement compatible avec le service OnLive si celui-ci n'est plus actif. En partenariat avec plus de 50 éditeurs, OnLive propose un catalogue de plus de 200 jeux  accessibles à la demande : ils sont installés sur les serveurs du service et le flux vidéo est envoyé à l'utilisateur. Aucune installation n'est donc requise, seule une connexion à Internet efficace est nécessaire. Des démos de 30 minutes seront accessibles pour la majorité des jeux, et une fois acheté, le joueur pourra poursuivre sa partie d'un jeu sur n'importe quelle plateforme sur laquelle il a installé OnLive (PC, Mac, tablette, téléphone).
De plus, la console ne devrait pas se cantonner au secteur du jeu vidéo : en premier lieu un partenariat a été signé avec VEVO, une plateforme de divertissement et de vidéos musicales, ainsi qu'avec les plateformes de webradio iHeartRadio, TuneIn et Twitch TV . Enfin, un partenariat entre XBMC, France Télévisions et Ouya vient d'être annoncé et le support de francetv pluzz confirment que la machine pourrait faire office de centre multimédia.

## Accueil

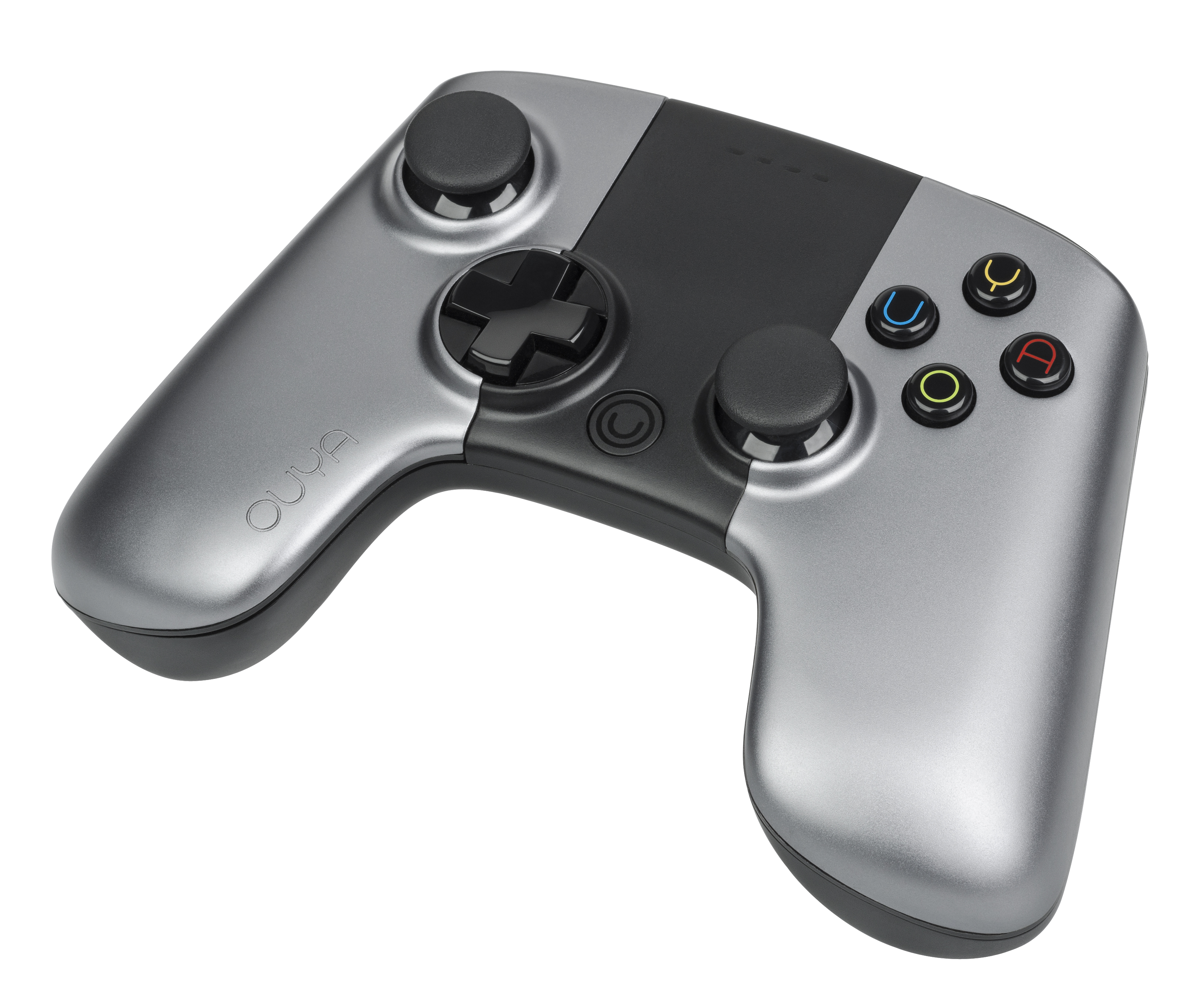
Contrôleur de la Ouya

### Avant la sortie
Malgré un accueil positif du public, la campagne de financement Kickstarter récoltant plus de 500 000 dollars après seulement 24 heures, certains émettent leurs doutes quant à la véracité d'une telle campagne. Le 12 juillet 2012, Sascha Segan de PC Magazine rédige un op-ed intitulé Why Kickstarter's Ouya Looks Like a Scam, soit en français « Pourquoi la campagne Kickstarter Ouya ressemble à une arnaque ». Elle y fait une critique non seulement de la campagne pour la Ouya, mais aussi de toutes les campagnes Kickstarter de matériel informatique.

### Après la sortie
Jeuxvideo.com diffuse une video d'une heure dédiée au test de la console, de nombreux éléments décevants sont démontrés .
La Ouya est mal reçue auprès de la communauté des joueurs de par son maigre catalogue dont la plupart des titres existent déjà sur d'autres support plus pertinents mais aussi due à des problèmes de conception. En effet, la manette est très souvent critiquée pour sa mauvaise ergonomie et plusieurs défauts de fabrication ont été relevés (principalement la puce Wi-Fi)